# لوییس آراگونس
خوزه لوییس آراگونس سوآرز (به اسپانیایی: José Luis Aragonés Suárez) (زاده ۲۸ ژوئیه ۱۹۳۸ – درگذشته ۱ فوریه ۲۰۱۴) فوتبالیست بازنشسته و مربی اسپانیایی بود. وی سابقه مربیگری برای تیم‌هایی چون بارسلونا و اتلتیکو مادرید را دارد. لوئیس آراگونس با ۱۷۲ گل زده، دومین گلزن برتر باشگاه اتلتیکومادرید در همه رقابت ها محسوب می شود. او هم‌چنین سابقهٔ فتح کردن یورو ۲۰۰۸ را در سمت سرمربی تیم ملی اسپانیا داشته‌است.
او در صبح روز اول فوریه ۲۰۱۴ در مادرید پس از یکسال دست و پنجه نرم کردن با بیماری درگذشت.